# Trying to kiss the sun
Trying to kiss the sun is het tweede studioalbum van de Duitse band RPWL. De heren van RPWL werden naar aanleiding van hun eerste album God has failed zowel geprezen als vervloekt. Aan de ene kant had RPWL zich overtroffen in het bijna kopiëren van muziek van Pink Floyd, de andere kant vond dat het eigenlijk gewoon “jatwerk” was. Met dit tweede album probeerde RPWL zich enigszins los te maken van Pink Floyd, maar het stempel was al gezet. Het album is opgenomen in de Farmland Studio op Ampexapparatuur. De groep was inmiddels uitgegroeid tot vijf man. Ebner verving in 2001 Chris Postl.

## Musici
- Yogi Lang – zang, toetsinstrumenten
- Karlheinz Wallner – gitaar
- Stephan Ebner – basgitaar
- Phil Paul Rissettio – slagwerk
- Andreas Wernthaler – toetsinstrumenten

met
- Chris Postl – basgitaar
- Stephan Caron – coral sitar

## Muziek
| Nr. | Titel                                             | Duur |
| --- | ------------------------------------------------- | ---- |
| 1.  | Trying to kiss the sun (Lang, Rissettio, Wallner) | 3:45 |
| 2.  | Waiting for a smile (Lang, Postl, Rissettio)      | 7:04 |
| 3.  | I don't know (what it's like) (Lang, Wallner)     | 4:32 |
| 4.  | Sugar for the ape (Caron, Lang)                   | 5:03 |
| 5.  | Side by side (Lang, Wallner)                      | 8:35 |
| 6.  | You (Lang, Rissettio, Wallner)                    | 6:49 |
| 7.  | Tell me why (Lang, Wallner)                       | 5:08 |
| 8.  | Believe me (Lang, Wallner)                        | 5:14 |
| 9.  | Sunday morning (Lang, Postl)                      | 4:29 |
| 10. | Home again (Lang, Wallner)                        | 8:52 |